# 河合栄治郎事件

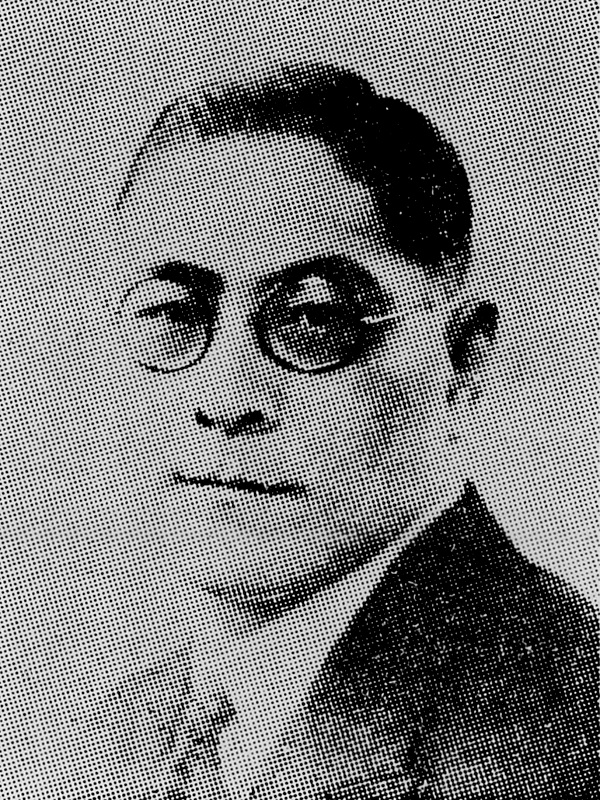
河合栄治郎

河合栄治郎事件（かわいえいじろうじけん）は、1938年から1943年まで続いた、東京帝国大学経済学部教授の河合栄治郎を社会的に抹殺しようとした右翼・軍部・ファシズム勢力による思想弾圧事件である。

## 事件の概要
河合栄治郎事件は、広義には河合の著書発禁から平賀粛学を経て、裁判闘争までを含むが、狭義には最初の著書発禁を指す。

### 事件の発端
軍部・ファシズムの勢力が拡大し、満州事変、五・一五事件、二・二六事件が起こる中、自由主義者の河合栄治郎は「五・一五事件の批判」「二・二六事件の批判」などを著すファシズム批判の論陣を張った。それに危機感を抱いた蓑田胸喜、三井甲之などの右翼は国会や『原理日本』『帝国新報』などで「赤化教授」「人民戦線思想家」と河合を攻撃し、東大総長室まで押し掛け、河合罷免を迫った。

### 著書発禁
それでも埒があかないと悟った右翼は軍部・政府を動かし、1938年2月、内務省はファシズム批判に関連する河合の著書『ファッシズム批判』『時局と自由主義』『社会政策原理』『第二学生生活』の四冊を発禁処分にした。

### 平賀粛学
1938年（昭和13年）11月11日、文部省は河合の著書発禁を受けて佐藤東大総長事務取扱らを呼び出し、河合に辞職を勧告するよう要望した。
東京帝国大学経済学部は河合の教授資格を問題とし、河合グループ（純理派）と敵対する右派グループ（革新派）との確執による学部運営膠着を理由に、河合を1939年（昭和14年）1月に、右派グループ・リーダーの土方成美を同2月に、それぞれ休職処分とした。それに伴い抗議のために、両派の弟子・同調者から大量の辞職者が出て、学部を揺るがす大事件となった（平賀粛学）。

### 裁判闘争
河合は著書出版社社長とともに、1939年2月、出版法（第17条）「安寧秩序を紊るもの」に当たるとして起訴された。東京地裁では、河合は社会派弁護士の海野普吉や弟子で特別弁護人の木村健康の応援のもと、自己の無罪を主張。その主張が通り、石坂修一裁判長（後に最高裁判事）が無罪判決を下したが、1941年4月からの東京高裁では、一転有罪（300円の罰金）となり、最高裁(大審院?)で棄却となり、1943年春に刑が確定した。

## 河合事件の意義
右翼・軍部・ファシズムの台頭の中、まずマルクス主義が弾圧され、次いで自由主義までがその対象となった。その第一弾は矢内原事件であり、第2弾は河合栄治郎事件であり、第3弾は津田左右吉事件であった。社会に与えた衝撃の大きさは思想弾圧事件の中では最大であった。世はまさに右翼・軍部・ファシズムに率いられ戦争に突入する時代を象徴する出来事であった。
河合は裁判などで過労が重なり、判決確定の翌年病死した。河合事件が河合の寿命を縮めることになったが、それだけ河合はファシズム批判やファシズムからの弾圧を身をもって体現したのであった。